# Lista de episódios de Saturday Night Live (Brasil)
Segue abaixo a lista de episódios do programa de televisão brasileiro, Saturday Night Live. O programa é co-produzido pela Endemol Brasil e exibido pela RedeTV! que estreou em 27 de maio de 2012. Atualmente possui cerca de vinte episódios exibidos.

## Resumo
| Temporada | Temporada | Episódios | Exibição Original  | Exibição Original |
| Temporada | Temporada | Episódios | Estreia            | Final             |
| --------- | --------- | --------- | ------------------ | ----------------- |
|           | 1         |           | 27 de maio de 2012 | A definir         |

## Episódios

### 1ª temporada (2012)
| Nº | Nº na Série | Apresentador(a)       | Atração convidada      | Exibição original      | Média no Ibope | Pico de audiência |
| -- | ----------- | --------------------- | ---------------------- | ---------------------- | -------------- | ----------------- |
| 1  | 0001        | Rafinha Bastos        | Marina Lima            | 27 de maio de 2012     | 0.9            | 2.1               |
| 2  | 0002        | Fernanda Young        | Tihuana                | 3 de junho de 2012     | 1.2            | 3.0*              |
| 3  | 0003        | Marcela Leal          | Restart                | 10 de junho de 2012    | 1.0            | 2.0*              |
| 4  | 0004        | Rafinha Bastos        | Fresno                 | 17 de junho de 2012    | 0,7            | —                 |
| 5  | 0005        | Lobão                 | Lobão                  | 24 de junho de 2012    | 1.0            | —                 |
| 6  | 0006        | Marília Gabriela      | Marília Gabriela       | 1º de julho de 2012    | 1.4            | 2.8*              |
| 7  | 0007        | Sônia Abrão           | Carol Zoccoli          | 8 de julho de 2012     | —              | —                 |
| 8  | 0008        | Fafy Siqueira         | Fafy Siqueira          | 15 de julho de 2012    | —              | —                 |
| 9  | 0009        | Narcisa Tamborindeguy | —                      | 22 de julho de 2012    | —              | —                 |
| 10 | 0010        | Marco Gonçalves       | Nil Agra               | 29 de julho de 2012    | —              | —                 |
| 11 | 0011        | —                     | Marcela Leal           | 5 de agosto de 2012    | —              | —                 |
| 12 | 0012        | —                     | Rudy Landucci          | 12 de agosto de 2012   | 1.6            | —                 |
| 13 | 0013        | —                     | Paulo Miklos           | 18 de agosto de 2012   | 2.0            | —                 |
| 14 | 0014        | —                     | Letícia Wiermann       | 25 de agosto de 2012   | —              | —                 |
| 15 | 0015        | —                     | Carlos Eduardo Miranda | 1 de setembro de 2012  | —              | —                 |
| 16 | 0016        | —                     | Mr. Catra              | 8 de setembro de 2012  | —              | —                 |
| 17 | 0017        | —                     | Valesca Popozuda       | 15 de setembro de 2012 | —              | —                 |
| 18 | 0018        | —                     | —                      | 22 de setembro de 2012 | —              | —                 |
| 19 | 0019        | —                     | —                      | 29 de setembro de 2012 | —              | —                 |
| 20 | 0020        | —                     | —                      | 6 de outubro de 2012   | —              | —                 |
| 21 | 0021        | —                     | —                      | 13 de outubro de 2012  | —              | —                 |
| 22 | 0022        | —                     | —                      | 20 de outubro de 2012  | —              | —                 |

(*) Necessita confirmação